# Pnoepyga
Pnoepyga es un género de aves paseriformes endémico de Asia meridional, sudoriental y la Wallacea. Ha sido colocado tradicionalmente en la familia Timaliidae, pero un estudio de ADN en 2009 no encontró apoyo para la colocación del género en ninguna familia, lo que llevó a los autores a erigir una nueva familia monogenérica, Pnoepygidae.

## Especies
Se reconocen las siguientes especies:
- Pnoepyga albiventer (Hodgson, 1837) – ratina ventriblanca.
- Pnoepyga mutica Thayer & Bangs, 1912 – ratina china.
- Pnoepyga formosana Ingram, W, 1909 – ratina de Formosa.
- Pnoepyga immaculata Martens, J & Eck, 1991 – ratina inmaculada.
- Pnoepyga pusilla Hodgson, 1845 – ratina pigmea.